# الآشوريون والسريان والكلدان في إسرائيل
الآشوريون والسريان والكلدان في إسرائيل هم المسيحيون الإسرائيليون الذين ينتمون للعرقية الآشورية والسريانية والكلدانية. ويبلغ عددهم قرابة 3,000 شخص يتركزون في مدينة القدس. يتبع معظمهم الكنيسة السريانية الأرثوذكسية الواقعة في سوريا، بينما قلّة يتبعون كنيسة المشرق الآشورية والكنيسة الكلدانية الكاثوليكية. من أهم الأماكن المقدسة لدى هذه المجموعة الدينية-العرقية في إسرائيل هو دير مار مرقس للسريان الأرثوذكس في القدس.